# 拉伊冰原島峰
83°28′S 51°58′W / 83.467°S 51.967°W
拉伊冰原島峰（英語：Ray Nunatak）是南極洲的冰原島峰，位於伊利沙伯女皇地的貝澤冰原島峰以北，屬於彭薩科拉山脈中福里斯特爾山脈的一部分，處於迪達爾峰西南9公里，海拔高度1,630米，根據美國地質調查局的測量和美國海軍的空中照片被繪入地圖。